# Guerre entre les Pays-Bas et le Cambodge
La guerre entre les Pays-Bas et le Cambodge (néerlandais : Cambodjaans-Nederlandse Oorlog ; khmer : សង្គ្រាមកម្ពុជា-ហូឡង់) de 1643 à 1644 est un conflit déclenché par un coup d'État amenant sur le trône un nouveau roi cambodgien qui se convertit à l'islam avec l'aide des commerçants malais résident dans le pays. Le nouveau roi initie un massacre des employés de la Compagnie néerlandaise des Indes orientales et vainc par la suite les forces néerlandaises envoyées pour mener des représailles.

## Guerre
En 1642, un prince cambodgien nommé Ponhea Chan devient le roi Ramathipadi Ier après avoir renversé et assassiné le roi précédent. Les marchands musulmans malais du Cambodge l'aident dans sa prise de pouvoir, il se convertit ensuite du bouddhisme à l'islam, change son nom en Ibrahim et épouse une Malaise. Il chasse ensuite la Compagnie néerlandaise des Indes orientales, en déclenchant d'abord un massacre, en réquisitionnant deux de leurs navires et en tuant 35 employés néerlandais de la Compagnie en plus de l'ambassadeur de la Compagnie.
Sur le fleuve Mékong, les Cambodgiens vainquent la Compagnie néerlandaise des Indes orientales dans une guerre principalement navale de 1643 à 1644, les forces cambodgiennes ayant subi 1 000 morts. Les forces néerlandaises subissent 156 morts sur 432 soldats et plusieurs navires de guerre hollandais tombent aux mains des Cambodgiens. L'ambassadeur de la Compagnie néerlandaise des Indes orientales qui est tué avec ses hommes est Pierre de Rogemortes, et ce n'est que deux siècles plus tard que l'influence européenne au Cambodge peut se remettre de la défaite infligée aux néerlandais.
Ce roi cambodgien musulman est évincé et arrêté par les seigneurs vietnamiens Nguyễn après que les frères d'Ibrahim, restés bouddhistes, aient demandé l'aide des Vietnamiens pour restaurer le bouddhisme au Cambodge en le retirant du trône. Dans les années 1670, les Néerlandais quittent tous les postes de traite qu'ils ont maintenus au Cambodge après le massacre de 1643.